# Rocourt-Saint-Martin
Rocourt-Saint-Martin é uma comuna francesa na região administrativa de Altos da França, no departamento de Aisne. Estende-se por uma área de 5,76 km². Em 2010 a comuna tinha 309 habitantes (densidade: 53,6 hab./km²).